# Comarca del Mar Menor
La comarca del Mar Menor es una de las comarcas de la Región de Murcia (España) definidas en la propuesta de distribución comarcal aprobada por el Consejo Regional de Murcia en 1980. Dicha propuesta no llegó a oficializarse.
De acuerdo con dicha propuesta, en la comarca del Mar Menor estarían incluidos los municipios de Los Alcázares, San Javier, San Pedro del Pinatar y Torre-Pacheco. Situada junto al Mar Menor, en la parte oriental de la comunidad autónoma, tendría una extensión de 30 574 hectáreas y una población de 107.088 habitantes (según INE 2012). El nombre de la comarca hace referencia al Mar Menor que baña la costa de tres de los cuatro municipios incluidos.

## Municipios
| Municipio             | Población | Superficie | Densidad |
| --------------------- | --------- | ---------- | -------- |
| Torre-Pacheco         | 40 074    | 189,4      | 211,58   |
| San Javier            | 35 872    | 74,2       | 483,45   |
| San Pedro del Pinatar | 28 706    | 22,32      | 1 286,11 |
| Los Alcázares         | 19 506    | 19,82      | 984,16   |

```
                               
(INE 2024)
```

## Geografía

### Ubicación geográfica
Esta comarca se incluye geográficamente en la parte norte de 
depresión litoral que se forma junto al Mar Menor limitando por el este con el mar Mediterráneo, por el oeste con las sierras de Columbares, Altaona y Escalona y extendiéndose hacia el sur hasta las inmediaciones de la rambla de El Albujón. Esta depresión litoral continúa extendiéndose hasta la sierra de Carrascoy y la sierra de las Victorias, la de La Muela y Cabezo de Roldán y la Sierra minera de Cartagena-La Unión hasta configurar toda la llanura litoral bañada por el Mar Menor y que diversos autores denominan como Campo de Cartagena.

### Relación con la comarca del Campo de Cartagena
En la Edad Media ya se cita como Campo de Cartagena a los territorios pertenecientes al Concejo de Murcia y situados en la llanura litoral del Mar Menor, de los cuales derivaron los actuales municipios de San Javier, San Pedro del Pinatar, Torre-Pacheco y Los Alcázares:

"que ninguna persona que tienen heredades en el campo realengos... que no puedan vedar a otros qualesquier personas el beber de las aguas a pastores ni a caminantes, e asi mismo cazar, e coger madera... qualesquier persona a quien el conçejo ha dado, e diere de aqui adelante, labores en el Campo de Cartagena, no defienda a los vezinos desta çibdad, la caça, e madera e coger la grana, e el paçer so pena que perderá el heredamiento que el concejo le dio e ha dado..."

Tras la dictadura franquista y al iniciarse la formación del Estado de las Autonomías se creó el ente preautonómico de la comunidad autónoma que dio lugar a la definición de Comarca del Mar Menor, haciéndola delimitar al norte con la comarca de la Vega Baja del Segura, perteneciente a la Comunidad Valenciana, al oeste con la comarca de la Huerta de Murcia y al sur con la comarca del Campo de Cartagena. Esta división, sin embargo, no se ha llevado a cabo y ha sido motivo de debate político desde hace algunos años. Por otro lado, varias divisiones comarcales, como la del Ministerio de Agricultura, la incluyen en la comarca del Campo de Cartagena, en algún caso hasta se define el conjunto como comarca del Campo de Cartagena-Mar Menor. Está cuestión mantiene una polémica desde hace más de un cuarto de siglo, siendo una reivindicación del cartagenerismo.

### Espacios naturales

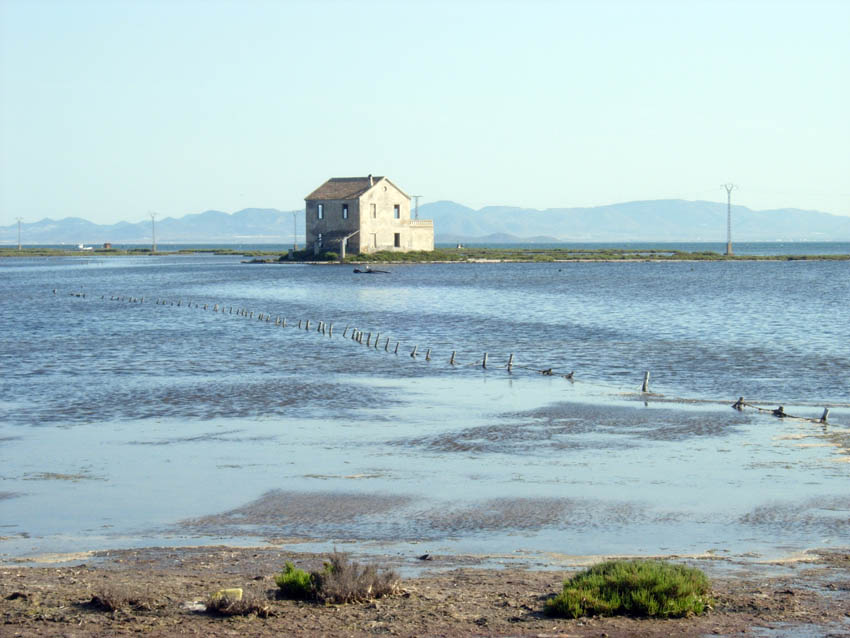
Vista parcial del parque natural.

Dispone de dos espacios naturales protegidos: el parque de Salinas y Arenales de San Pedro del Pinatar y el monte Cabezo Gordo. Tiene 27 playas, catorce están en el Mar Menor, el resto en el mar Mediterráneo. Además incluye la mayor parte de la Manga del Mar Menor. 

### Comunicaciones
La comarca se encuentra atravesada por la autopista AP-7/E-15, que sustituye a la nacional N-332 y comunica la costa del Mar Menor, principalmente, con las ciudades de Cartagena y Alicante. Desde San Javier parten dos autovías en dirección a la ciudad de Murcia, la autovía del Mar Menor (RM-19) y la autovía Santomera-San Javier (RM-1). La ciudad de Torre-Pacheco se encuentra algo más alejada de esta red de autovías y debe utilizar las carreteras de segundo nivel: RM-F14 para enlazar con la A-30, RM-F22 para enlazar con la autovía del Mar Menor en Balsicas y RM-F30 para enlazar con la AP-7 en los Alcázares; además puede enlazar con Cartagena mediante la RM-F36. 
En Santiago de la Ribera, en el municipio de San Javier, se encuentra el Aeropuerto de San Javier o Murcia-San Javier, que desde 2019 tiene un uso exclusivamente militar. Las comunicaciones marítimas disponen de varios puertos deportivos y un pequeño puerto de carga en San Pedro del Pinatar. En cuanto al transporte ferroviario, existen dos estaciones convencionales de tren en Balsicas y Torre-Pacheco que dan servicio a las líneas de larga distancia que unen Cartagena con Madrid, Barcelona y Montpellier (Francia), y a las de media distancia que unen Cartagena con Zaragoza, Valencia y Murcia. Además, Renfe Cercanías AM tenía previsto alargar su actual línea Cartagena-Los Nietos, hasta San Pedro del Pinatar, enlazando con las poblaciones costeras entre ambos puntos y con la estación de Balsicas y el Aeropuerto de San Javier, pero el proyecto ha sido aplazado por falta de fondos.

## Historia
En la Antigüedad la influencia de Cartago Nova (Cartagena) fue determinante en la comarca, aunque solamente existieran algunos núcleos agrícolas y algunas villas en las proximidades de la vía Augusta. Tras la caída del Imperio romano, ante el declive de esta ciudad, la influencia pasó a depender en mayor medida de los gobiernos de ciudades como Orihuela y Murcia.
Durante la Edad Media ha estado ligada a los acontecimientos propios de esta zona limítrofe entre los reinos de Castilla y Aragón y a su situación junto al Mar Menor. Alfonso X asignó este territorio al gobierno del Concejo de Murcia, sin embargo, la zona estuvo bastante despoblada en la Edad Media y entre los siglos XIII y XVI se construyeron torres, como la de Horadada, la de Pinatar o la del Rame, para avisar sobre las incursiones berberiscas, que eran bastante frecuentes.

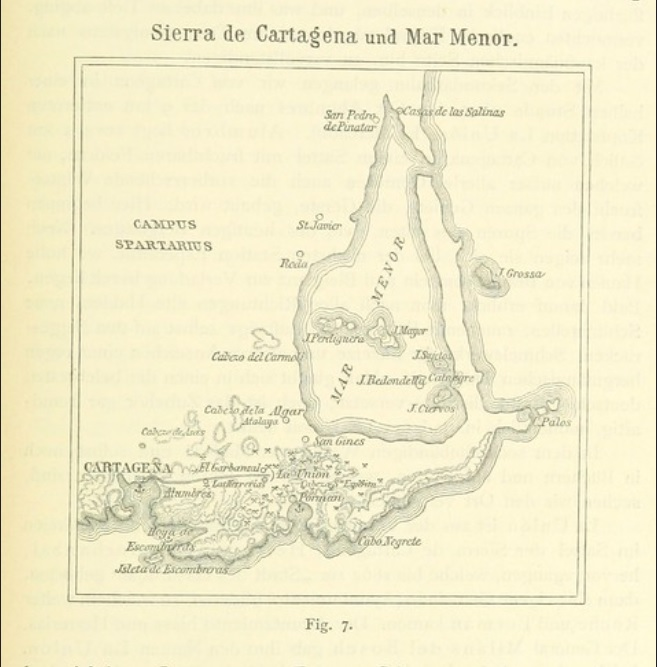
Mapa de la Sierra minera de Cartagena- La Unión y el Mar Menor

Los municipios que componen esta comarca pertenecieron al concejo de la ciudad de Murcia hasta que en 1836 se constituyeron en entidades independentes, excepto Los Alcázares que alcanza su independencia en 1983. Sin embargo, hasta el siglo XX no se produce un crecimiento importante en su población. Tras la creación de la comunidad autónoma de la Región de Murcia, ha sido la comarca con mayor tasa de crecimiento en los últimos diez años del siglo. 
Esta comarca del Mar Menor se planteó durante el gobierno del Consejo Regional de Murcia al establecer una división comarcal de la  Provincia de Murcia. Sin embargo a pesar de que la organización territorial en comarcas está prevista en el Estatuto de Autonomía de la Región de Murcia de 1982, el establecimiento de sus competencias y su desarrollo legal aún no han sido aprobados por la Asamblea Regional de Murcia. 
Esta estructura territorial hace que la comarca coincida con el Partido judicial de San Javier. También es utilizada por la administración regional como en el desarrollo de la Ley del Suelo de 2006. Con esta base estaría constituida por los siguientes municipios:
- Los Alcázares
- San Javier
- San Pedro del Pinatar
- Torre-Pacheco

No obstante, ante la falta de legislación específica se presentan otras posibles demarcaciones con relación a sus límites territoriales; y, como se ha apuntado anteriormente, la más significada es la que la integra en la comarca del Campo de Cartagena.

## Evolución demográfica y de los servicios

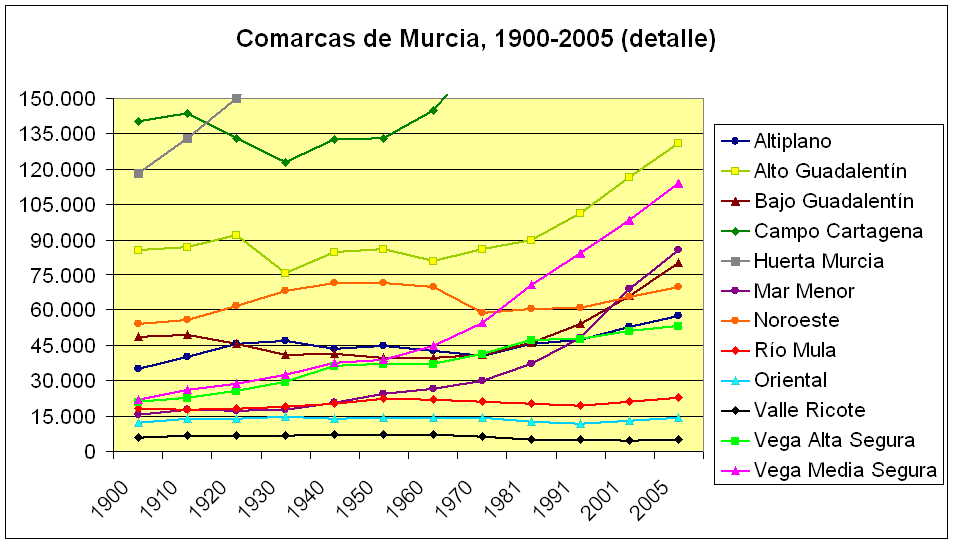
Evolución de la población a lo largo del en el conjunto de comarcas de la región de Murcia.

Entre las entidades de población más importantes destacan Torre-Pacheco, San Javier y San Pedro del Pinatar y en la costa Los Alcázares, Santiago de la Ribera y Lo Pagán. 
La comarca del Mar Menor cuenta con una población en torno a las cien mil personas a lo largo de todo el año, pero al tener una gran importancia el sector turístico esta población aumenta considerablemente en época de vacaciones. Los visitantes proceden en mayor medida de la región de Murcia pero también de Madrid y Castilla-La Mancha. En la Manga del Mar Menor existe mayor diversificación en cuanto a la procedencia de los visitantes al ser un destino turístico de gran importancia.
Entre los principales servicios comarcales se encuentran:
- Palacio de justicia en San Javier.
- Hospital General Universitario Los Arcos del Mar Menor en San Javier.
- Centro de profesores y recursos en Torre-Pacheco.
- Sede de los equipos de orientación educativa en Torre-Pacheco.
- Capitanía marítima de 3.ª categoría en San Pedro del Pinatar (CT-5). Desde Cabo de Palos hasta El Mojón.
- Registro de la propiedad de todos los municipios en San Javier.

Los museos que pueden encontrarse en la comarca son: museo del Mar y museo Arqueológico Etnográfico en San Pedro del Pinatar, museo de San Javier y museo Parroquial en San Javier, museo Aeronáutico en Los Alcázares y el Museo Municipal y Archivo Histórico en Torre-Pacheco.